# Zarja (nave polare)
La Zarja (in italiano "alba") è un'imbarcazione a vela (a tre alberi) e a vapore sulla quale fu effettuata la spedizione polare russa del 1900-1902 sotto la guida del barone Eduard Gustav von Toll. 
Lo scopo della spedizione era studiare le correnti marine nei mari di Kara e della Siberia orientale, studiare le isole già conosciute in quella parte dell'Oceano Artico, scoprire  nuove isole e trovare la leggendaria Terra di Sannikov.

## Storia
Nel 1899 fu acquistata in Norvegia la scuna Harald Harfager. Questa nave fu raccomandata a Toll da Fridtjof Nansen perché simile alla famosa Fram. Per l'acquisto dell'imbarcazione il governo russo stanziò 60 000 rubli.
La Zarja, appena calafatata e riparata, rivestita con una nuova copertura antighiaccio, venne trasferita al cantiere navale di Colin Archer nel porto di Larvik (Norvegia). Qui vennero ricostruiti completamente tutti i locali che dovevano essere adattati per condurre spedizioni nell'Artide. Le paratie intermedie tra i ponti furono sostituite con altre nuove e, tra l'albero di trinchetto e quello di maestra, fu eretta una sovrastruttura del ponte con sette cabine per i membri dell'equipaggio. La Zarja segnò l'inizio di una nuova fase dell'oceanografia: fu la prima nave da ricerca in Russia a condurre ricerche marine complesse, completamente riattrezzata per svolgere lavori speciali nelle condizioni artiche.
Equipaggiata per solo 7 marinai di coperta, l'armamento velico subì modifiche significative; le vele quadre furono lasciate solo sull'albero di trinchetto; la superficie velica diminuì e aumentò la dipendenza della nave dalle riserve di carbone. Quando la Zarja partì, dopo il completamento dei lavori nell'ottobre 1899, sotto la bandiera dello «Yacht club Nevskij», aveva ricevuto lo status di yacht e un certificato di viaggio a lunga distanza per tre anni. 

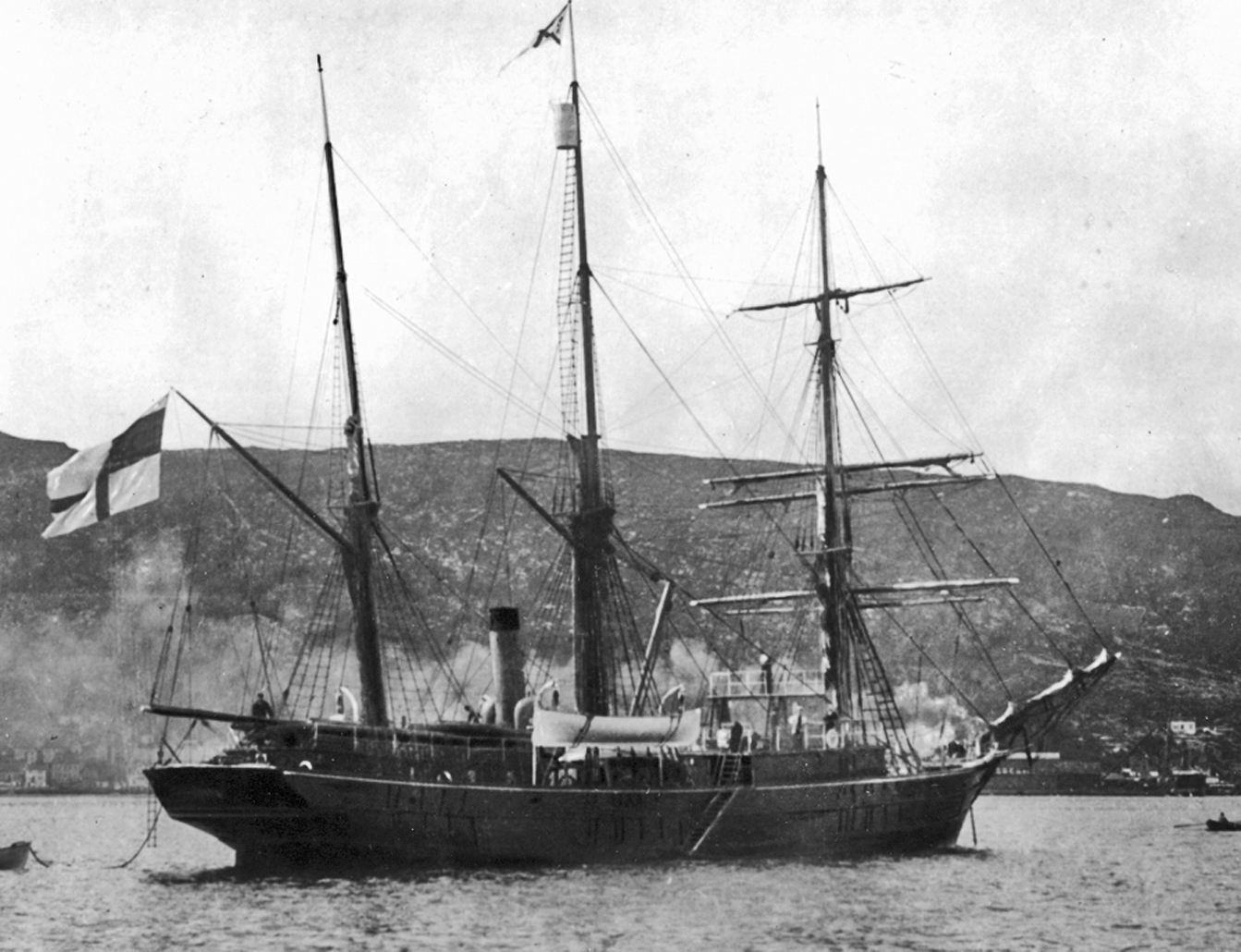
La Zarja in Norvegia (1899)

## La spedizione
L'equipaggio della scuna Zarja era guidato dal tenente della flotta russa Nikolaj Nikolaevič Kolomejcev. La parte scientifica era formata dal capo della spedizione barone Eduard Gustav von Toll (geologo e zoologo), dal cartografo, mineralogista, meteorologo e fotografo Fëdor Andreevič Matisen; dal magnetologo, cartografo e idrografo Aleksandr Vasil'evič Kolčak; dallo zoologo e fotografo Aleksej Andreevič Bjalynickij-Birulja; dall'astronomo e magnetologo Friedrich Seeberg; dal batteriologo e zoologo Hermann von Walter. Nel ruolo di nostromo Nikifor Alekseevič Begičev. 
Il 21 giugno 1900, la Zarja salpò l'ancora a San Pietroburgo con a bordo 20 membri dell'equipaggio. Il 24 luglio la nave arrivò ad Aleksandrovsk-on-Murman (ora Poljarnyj) e in agosto salpò nel Mar di Kara. In autunno, la nave rimase bloccata dal ghiaccio nel golfo di Middendorff per 24 giorni. Toll denominò questa insenatura in onore del famoso scienziato ed esploratore di Tajmyr, Alexander von Middendorf. Il primo svernamento ebbe luogo al largo della costa della penisola del Tajmyr.

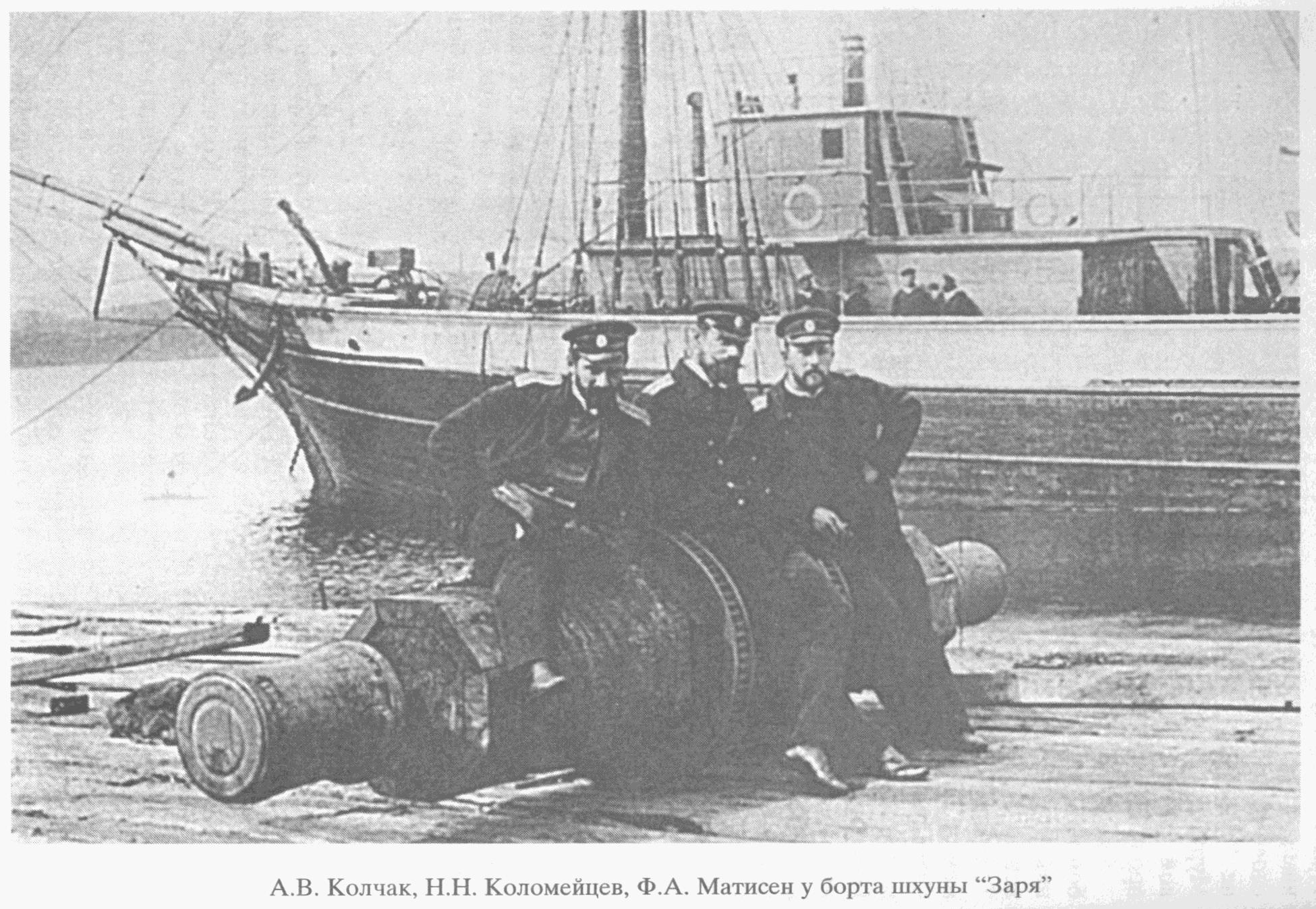
I membri della spedizione di Toll: A. V. Kolčak, N. N. Kolomejcev, F. A. Matisen

Nell'aprile 1901, a seguito di disaccordi con Toll, il tenente Kolomejcev, accompagnato da Stepan Innokent'evič Rastorguev, lasciò la nave. In 40 giorni, percorsero circa 800 chilometri fino al fiume Gol'čicha (golfo dello Enisej) e poi raggiunsero sani e salvi San Pietroburgo. Lungo la strada, scoprirono il fiume Kolomejceva, che sfocia nel golfo del Tajmyr, e l'isola di Rastorguev (una delle isole Kamennye) nel golfo della Pjasina.
Matisen era diventato il nuovo capitano della Zarja. Nell'estate del 1901, la spedizione esplorò il Tajmyr e quattro dei cinque gruppi di isole che formano l'arcipelago di Nordenskiöld (le isole di Vil'kickij, di Pachtusov, di Cywolka e di Litke), dando il nome a oltre 40 isole. Il 25 agosto, la nave partì alla ricerca della Terra di Sannikov, ma già il 9 settembre si imbatté in un potente sbarramento di ghiaccio e dovettero affrontare il secondo svernamento nella laguna Nerpalach (75°21′31″N 137°18′01″E) lungo la costa occidentale dell'isola Kotel'nyj.
Nel maggio 1902 iniziarono i preparativi per un passaggio in slitta e in barca verso l'isola di Bennett (una delle isole De Long) e il 5 luglio 1902 Toll lasciò la Zarja, accompagnato dall'astronomo Friedrich Seeberg e da altri due componenti della spedizione. A causa delle difficili condizioni del ghiaccio, la nave non fu in grado di avvicinarsi all'isola di Bennett e subì gravi danni, rendendo impossibile l'ulteriore navigazione. Nel settembre 1902, il tenente Matisen fu costretto a portare la nave nella baia di Tiksi, dove la goletta si incagliò. Di Toll e dei suoi compagni fu persa ogni traccia. 
L'Accademia delle Scienze russa si rivolse all'armatore A.I. Gromov con la richiesta di salvare i membri della spedizione, ricevendo in cambio i resti della goletta. Tutte le proprietà della Zarja furono caricate nei magazzini di Gromov a Jakutsk. La Zarja rimase nella baia di Tiksi a ovest della punta settentrionale dell'isola di Brusnev. Nel 1915 scoppiò un incendio sulla nave che la bruciò fino alla linea di galleggiamento. Lo scafo in legno della nave era saldamente ancorato al suolo e divenne una sorta di fondazione per il molo petrolifero utilizzato oggi a Tiksi.

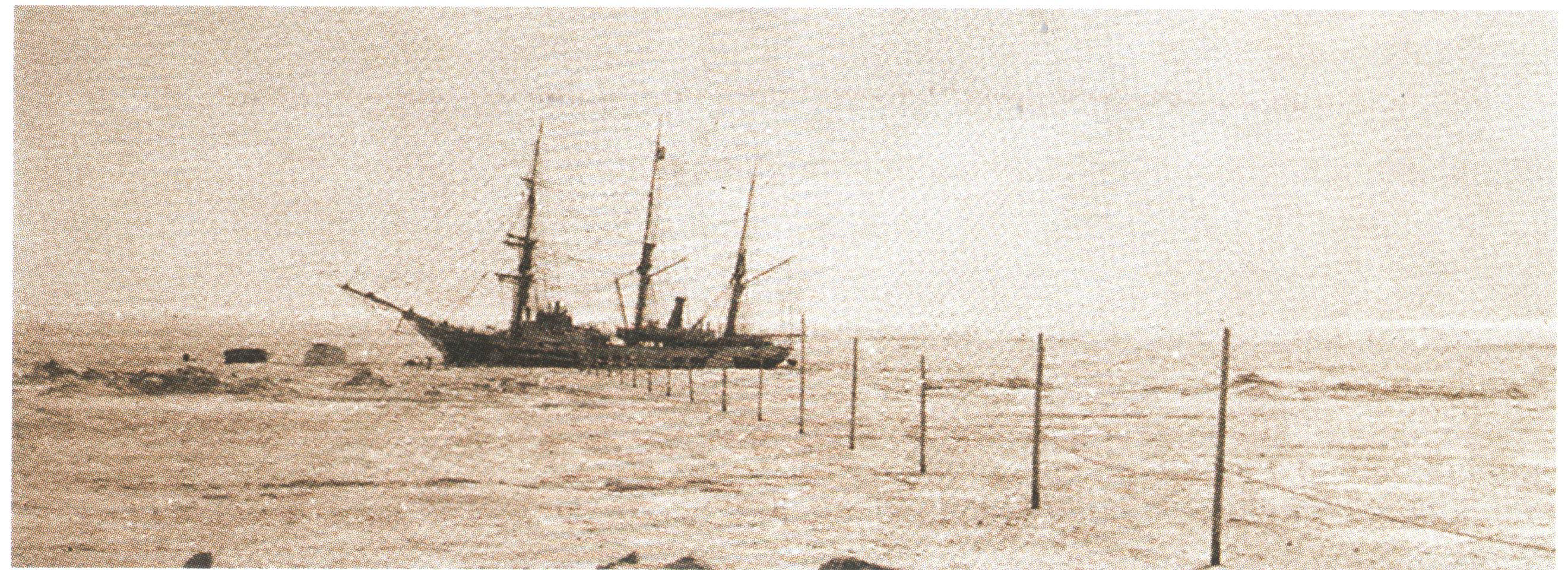
La Zarja nella laguna Nerpalach (1901)

## Toponimi
Alcuni luoghi geografici hanno preso il nome della Zarja:
- Stretto di Zarja – nell'arcipelago delle isole della Nuova Siberia (mare di Laptev)
- Stretto di Zarja – tra l'Isola Bonevi e il continente (mare di Kara)
- Penisola Zarja – nella parte occidentale della penisola del Tajmyr (mare di Kara)
- Isola di Zarja – a sud-est di capo Čeljuskin